# Vietnã nos Jogos Olímpicos de Verão de 1968
O Vietnã do Sul competiu como Vietnã nos Jogos Olímpicos de Verão de 1968 na Cidade do México, México.